# Calitri
Calitri (latin Aletrium) är en kommun i provinsen Avellino, i regionen Kampanien. Kommunen hade 4 582 invånare (2017) och gränsar till kommunerna Andretta, Aquilonia, Atella, Bisaccia, Cairano, Pescopagano, Rapone, Rionero in Vulture samt Ruvo del Monte.